# Список об'єктів Світової спадщини ЮНЕСКО в Монголії
У списку об'єктів Світової спадщини ЮНЕСКО у Монголії налічується 4 найменування: 3 культурних і 1 природний об'єкт (стан: 2015 рік).

## Список
У цій таблиці об'єкти розташовані в порядку їх додавання в список Світової спадщини ЮНЕСКО. Дані за 2015 рік.
| № | Зображення | Назва                                              | Місцеположення                          | Час створення                                             | Час внесення до списку | №                                                   | Критерії    |
| - | ---------- | -------------------------------------------------- | --------------------------------------- | --------------------------------------------------------- | ---------------------- | --------------------------------------------------- | ----------- |
| 1 |            | Басейн Убсу-Нур (монг. Увс нуурын ай сав)          | Увс, Завхан, Хувсгел (спільно з Росією) | —                                                         | 2003                   | 769 [Архівовано 26 грудня 2018 у Wayback Machine.]  | ix, x       |
| 2 |            | Культурний ландшафт Орхонської долини              | Орхон                                   | VI-XIV століття                                           | 2004                   | 1081 [Архівовано 26 грудня 2018 у Wayback Machine.] | ii, iii, iv |
| 3 |            | Петрогліфи монгольського Алтаю                     | Баян-Улгій                              | найдавніші пам'ятки відносяться до 11000-6000 р. до н. е. | 2011                   | 1382 [Архівовано 5 липня 2017 у Wayback Machine.]   | ііі         |
| 4 |            | Велика гора Бурхан-Халдун та її священний ландшафт | Хентій                                  | —                                                         | 2015                   | 1440 [Архівовано 12 липня 2018 у Wayback Machine.]  | iv, vi      |